# جوناثان كيمب (لاعب إسكواش)
جوناثان كيمب (بالإنجليزية: Jonathan Kemp)‏ هو لاعب إسكواش بريطاني، ولد في 18 مارس 1981 في ولفرهامبتن في المملكة المتحدة.

## وصلات خارجية
- جوناثان كيمب على موقع SquashInfo.com (الإنجليزية)